# Ланфан, Пьер (живописец)
Пьер Ланфан (фр. Pierre L'Enfant; 26 августа 1704, Ане — 23 июня 1787, Париж) — французский художник-баталист, живописец и гравёр. Преподавал в Королевской Академии живописи и скульптуры в Париже. Отец знаменитого градостроителя Пьера Шарля Ланфана, автора городского плана города Вашингтона в США.

## Биография
Пьер Ланфан родился в Ане. После обучения у Шарля Парроселя в 1745 году был принят в качестве помощника преподавателя в Королевскую академию живописи и скульптуры. Ланфан писал батальные сцены и пейзажи; самыми известными его картинами были те, что изображали войну Франции и Англии за австрийское наследство, особенно серия панорам, прослеживающих войну в Нидерландах между 1744 и 1748 годами.
Он женился на дочери французского офицера Мари Шарлотте Люилье. У них было трое детей: Пьер Жозеф (1752—1758), Пьер Шарль (1754—1825) и дочь. Ланфан был наставником Пьера Шарля, пока тот учился в академии с 1771 по 1776 год.
Пьер Ланфан умер в квартале Гобелен в Париже 23 июня 1787 года. Он оставил Пьеру Шарлю ферму в Нормандии в качестве части наследства, но его сын не предпринял необходимых шагов, чтобы официально вступить во владение.
В Версальском дворце находятся четыре картины Ланфана: «Взятие Менена», «Осада Фрибура», «Осада Турне» и «Осада Монса».